# Needville (Texas)
Needville es una ciudad ubicada en el condado de Fort Bend en el estado estadounidense de Texas. En el Censo de 2010 tenía una población de 2.823 habitantes y una densidad poblacional de 632,6 personas por km².

## Geografía
Needville se encuentra ubicada en las coordenadas 29°23′45″N 95°50′22″O / 29.39583, -95.83944. Según la Oficina del Censo de los Estados Unidos, Needville tiene una superficie total de 4.46 km², de la cual 4.46 km² corresponden a tierra firme y (0.12%) 0.01 km² es agua.

## Demografía
Según el censo de 2010, había 2.823 personas residiendo en Needville. La densidad de población era de 632,6 hab./km². De los 2.823 habitantes, Needville estaba compuesto por el 74.88% blancos, el 10.45% eran afroamericanos, el 0.43% eran amerindios, el 0.53% eran asiáticos, el 0% eran isleños del Pacífico, el 11.3% eran de otras razas y el 2.41% pertenecían a dos o más razas. Del total de la población el 24.65% eran hispanos o latinos de cualquier raza.